# Mister Iks
Mister Iks (Мистер Икс) è un film del 1958 diretto da Julij Osipovič Chmel'nickij.